# 프랭크 밋첼
프랭크 밋첼(Frank Mitchell, 1905년 5월 13일 ~ 1991년 1월 21일)은 미국의 배우이다.
뉴욕에서 태어났으며 노스할리우드에서 사망하였다.

## 영화
- 보이스 타운 (1986년)
- 광부의 딸 (1980년)
- 벨스 아 링잉 (1960년)
- 이유없는 의심 (1956년)
- 프로디갈 (1955년)
- 스카라무슈 (1952년)
- 넵툰의 딸 (1949년)
- 아일랜드의 운수 (1948년)
- 조지 화이트의 스캔달 (1945년)
- 싱잉 키드 (1936년)
- 뮤직 이즈 매직 (1935년)
- 스탠드 업 앤 치어! (1934년)
- 365 나이츠 인 헐리우드 (1934년)